# Graffenrieda trichanthera
Graffenrieda trichanthera är en tvåhjärtbladig växtart som beskrevs av Henry Allan Gleason. Graffenrieda trichanthera ingår i släktet Graffenrieda och familjen Melastomataceae. IUCN kategoriserar arten globalt som sårbar.
Artens utbredningsområde är Peru. Inga underarter finns listade i Catalogue of Life.